# Алекс Ґілверрі
А́лекс Ґі́лверрі (англ. Alex Gilvarry; нар. 1981, Стейтен-Айленд, місто Нью-Йорк, штат Нью-Йорк, США) ― американський письменник. Автор романів «Зі спогадів неворожого комбатанта» (англ. From the Memoirs of a Non-Enemy Combatant; 2012) і «Істман був тут» (англ. Eastman Was Here; 2017). 2009 року Ґілверрі здобув освіту у Гантерському коледжі за спеціальністю «творче письмо». У 2014 році він був включений до списку «П'ятеро до 35 років» Національного фонду книги, а часопис «Есквайр» назвав «Істман був тут» однією з найкращих книг 2017 року.
Ґілверрі є професором творчого письма в Університеті Монмаута в Нью-Джерсі. Живе на Стейтен-Айленді та одружений з письменницею Александрою Клімен. Зріст письменника ― 190,5 см.

## Публікації
- From the Memoirs of a Non-Enemy Combatant (2012)
- Eastman Was Here (2017)